# Boris Kobielew
Boris Nikołajewicz Kobielew (ros. Борис Николаевич Кобелев, ur. 23 kwietnia?/6 maja 1915 w Piotrogrodzie, zm. 8 kwietnia 1980 w Krasnojarsku) – radziecki polityk, członek KC KPZR (1956-1959), I sekretarz Komitetów Obwodowych KPZR w Irkucku (1955-1957) i Nowosybirsku (1957-1959).
W latach 1933–1937 uczył się w technikum transportu kolejowego w Leningradzie, później był brygadzistą, majstrem, kierownikiem odcinka wagonowego i kierownikiem wagonowni na trasie kolejowej Irkuck-Leningrad, kierownikiem punktu remontowego wagonów w Niżnieudinsku i wagonowni trasy kolejowej Irkuck-Wschodnia Syberia. Od 1940 w WKP(b), od listopada 1941 do sierpnia 1943 kierownik wydziału transportowego Komitetu Obwodowego WKP(b) w Irkucku, od sierpnia 1943 do lutego 1945 zastępca sekretarza Komitetu Obwodowego WKP(b) w Irkucku ds. transportu, od lutego 1945 do sierpnia 1949 II sekretarz Komitetu Miejskiego, a od 27 lipca 1949 do 25 września 1951 Komitetu Obwodowego WKP(b) w Irkucku. 1951-1954 słuchacz Wyższej Szkoły Partyjnej przy KC WKP(b)/KPZR, po ukończeniu szkoły instruktor KC KPZR i zastępca kierownika Wydziału Organów Partyjnych KC KPZR ds. republik związkowych, od 14 września 1955 do 5 maja 1957 I sekretarz Komitetu Obwodowego KPZR w Irkucku. Od 25 lutego 1956 do 29 czerwca 1959 członek KC KPZR, od maja 1957 do 17 stycznia 1959 I sekretarz Komitetu Obwodowego KPZR w Nowosybirsku, następnie przesunięty na stanowisko II sekretarza tego komitetu. Od czerwca 1959 do lutego 1979 dyrektor fabryki kombajnów w Krasnojarsku, następnie na emeryturze. Deputowany do Rady Najwyższej ZSRR 4 i 5 kadencji.

## Odznaczenia
- Order Lenina (dwukrotnie)
- Order Rewolucji Październikowej
- Order Czerwonego Sztandaru Pracy (dwukrotnie, m.in. w sierpniu 1942)
- Order „Znak Honoru”